# Меланип
Меланип (грч. Μελάνιππος) је у грчкој митологији било име више личности. 

## Митологија
- Астаков син, који је бранио Претидијанску капију у Теби током рата седморице против Тебе. Смртно је ранио Тидеја, али га је овај ипак убио. Амфијарај је исекао његову главу и добацио је Тидеју, који је појео мозак свог непријатеља. Према другој причи, Меланипа је убио Амфијарај.[1] Његов гроб је приказиван близу Тебе, на путу ка Халкиди.[2]
- У Хомеровој „Илијади“, Пријамов син кога је убио Теукро. Њега је помињао и Аполодор.[3]
- Хомер је у „Илијади“ писао о још једном Меланипу, Хикетаоновом сину, који је живео у Перкоти, граду у Троади, где је чувао стоку. Када је отпочела инвазија Ахајаца, он је отишао у Троју, где је добио почасно место међу Тројанцима, покрај краља Пријама, који га је прихватио као рођеног сина. Он је пратио Хектора у борби са циљем да освети смрт свог рођака Долопа. Убио га је Антилох, Несторов син.[3]
- Хомер је поменуо још једног Тројанца кога је убио Патрокло.[3]
- Четврти учесник тројанског рата, кога је помињао Хомер је био један од Одисејевих људи.[4]
- Према Паусанији, Меланип је био згодни младић из Патре у Ахаји, који је био заљубљен у Артемидину свештеницу Комето, али није могао да се ожени њоме, јер су и њени и његови родитељи били против тог брака. Међутим, њих двоје су ипак тајно водили љубав у Артемидином светилишту. То је изазвало бес ове богиње и неродица и болести су захватили земљу. Пошто су становници питали пророчиште у Делфима за разлог ових несрећа, пророчиште је потврдило да је богиња бесна због Меланипа и Комето и саветовало да се то двоје жртвује богињи, како би се умилостивила. То је и урађено (или их је сама богиња моментално убила када су оскрнавили њено светилиште) и од тада, сваке године су жртвовани најчаснији младић и девојка.[1][2]
- Паусанија је навео још једног Меланипа, сина Ареја и Тритеје, Атенине свештенице. Он је основао град Тритеју у Ахаји, назвавши га по својој мајци.[1]
- Према Паусанији и Плутарху, син Тезеја и Перигуне и Јоксов отац.[1]
- Према Аполодору, Меланип је, заједно са својом браћом, преотео престо Калидона Енеју и дао га свом оцу, Агрију. Неку његову браћу и њега је убио Диомед како би вратио престо свом деди Енеју.[1]